# Гома
Гома (фр. Goma) — конголезьке місто на кордоні з Руандою, адміністративний центр провінції Північне Ківу.

## Географія
Розташоване на березі озера Ківу, поблизу руандійського міста Гісеньї, на висоті 1499 м над рівнем моря. Приблизно за 15 км на північ від міста знаходиться діючий вулкан Ньїрагонго. Є аеропорт. Центр Гоми знаходиться всього за 1 км від кордону з Руандою і за 3,5 км від центру Гісеньї.

### Клімат
Місто знаходиться у зоні, котра характеризується морським кліматом. Найтепліший місяць — січень із середньою температурою 20 °C (68 °F). Найхолодніший місяць — березень, із середньою температурою 18.9 °С (66 °F).
| Клімат Гоми             | Клімат Гоми | Клімат Гоми | Клімат Гоми | Клімат Гоми | Клімат Гоми | Клімат Гоми | Клімат Гоми | Клімат Гоми | Клімат Гоми | Клімат Гоми | Клімат Гоми | Клімат Гоми | Клімат Гоми |
| Показник                | Січ.        | Лют.        | Бер.        | Квіт.       | Трав.       | Черв.       | Лип.        | Серп.       | Вер.        | Жовт.       | Лист.       | Груд.       | Рік         |
| Абсолютний максимум, °C | 31          | 30          | 29          | 28          | 29          | 27          | 27          | 28          | 28          | 30          | 28          | 30          | 31          |
| Середній максимум, °C   | 26          | 25          | 25          | 25          | 25          | 25          | 25          | 26          | 25          | 26          | 25          | 25          | 25          |
| Середня температура, °C | 20          | 20          | 18          | 20          | 19          | 19          | 18          | 20          | 19          | 19          | 19          | 19          | 19          |
| Середній мінімум, °C    | 14          | 15          | 12          | 15          | 14          | 13          | 12          | 14          | 13          | 13          | 13          | 14          | 13          |
| Абсолютний мінімум, °C  | 12          | 11          | 11          | 10          | 11          | 9           | 7           | 10          | 11          | 11          | 11          | 12          | 7           |
| Норма опадів, мм        | 110         | 70          | 100         | 150         | 140         | 50          | 20          | 60          | 130         | 150         | 120         | 110         | 1250        |
| Днів з дощем            | 9           | 6           | 7           | 9           | 8           | 3           | 1           | 4           | 9           | 9           | 8           | 8           | 86          |
| Вологість повітря, %    | 70          | 71          | 72          | 76          | 74          | 68          | 63          | 61          | 68          | 67          | 73          | 71          | 70          |
| ----------------------- | ----------- | ----------- | ----------- | ----------- | ----------- | ----------- | ----------- | ----------- | ----------- | ----------- | ----------- | ----------- | ----------- |
| Джерело: Weatherbase    |             |             |             |             |             |             |             |             |             |             |             |             |             |

## Населення
У 2010 році населення міста за оцінками складало 377 112 осіб. У зв'язку з геноцидом у Руанді в 1994 році Гома зазнала напливу біженців.
Гома — центр єпархії Гоми і Великого Ківу Александрійської православної церкви.

## Історія
- 1998 — саме в Гомі почалась Друга конголезька війна, котру спровокував серпневий заколот тутсі.
- 1999, травень — наліт урядової авіації на Гому як на опорний пункт повстанців РКД[4].
- 2002 — виверження вулкана Ньїрагонго.
- 2008, жовтень-листопад — Битва за Гому: битва між повстанцями-тутсі (Лоран Нкунда) і конголезькими урядовими військами, підтриманими військами ООН.
- 2012, 20 листопад — місто було захоплене повстанцями Руху 23 березня[5].
- 2013, 4 березня — літак Fokker 50 зазнав катастрофи при заході на посадку в аеропорті міста Гома. З 40 людей, що перебували на борту літака, 36 загинуло; четверо були доставлені до міської лікарні. За попередніми даними, причиною аварії стали несприятливі погодні умови. У момент авіакатастрофи над Гомою була сильна злива. Літак не дотягнув до злітно-посадкової смуги місцевого аеродрому близько 7 кілометрів і впав у самому центрі міста. Внаслідок катастрофи ніхто на землі не постраждав[6].
- 2025, 25-30 січня —  місто знову було захоплене повстанцями з руху М23.